# Чехуровка
Чехуровка — село в Кантемировском районе Воронежской области России, расположенное на трассе "Богучар - Кантемировка" и находящееся от Талов в 6 км и в 18 км к северо-востоку от Кантемировки. 
Входит в состав Таловского сельского поселения.

## География

### Улицы
- ул. Солнечная.

## История
Село возникло как хутор в начале XIX столетия. В 1859 году здесь имелось 27 дворов, принадлежащих помещику Чехурскому. 
По состоянию на 1995 год, в селе 70 дворов и 164 жителя, имеется начальная школа, магазин. 